# Aechmea brachyclada
Espèce
Classification phylogénétique
Aechmea brachyclada est une espèce de plantes à fleurs de la famille des Bromeliaceae, endémique de Bolivie.

## Description
L'espèce est épiphyte.